# Hannes Wilksch
Hannes Wilksch (Strausberg, 30 ottobre 2001) è un ciclista su strada e pistard tedesco che corre per la Tudor Pro Cycling Team. Già campione del mondo Juniores 2019 di inseguimento a squadre, è attivo come Elite/Under-23 dal 2020.

## Palmarès

### Strada
- 2019 (Juniores)

Classifica generale Saarland Trofeo

#### Altri successi
- 2019 (Juniores)

3ª tappa, 2ª semitappa Saarland Trofeo (Bitche > Reinheim, cronosquadre)
- 2022 (Development Team DSM)

Classifica scalatori Tour de l'Ain
5ª tappa Tour de l'Avenir (Gueugnon > Saint-Vallier, cronosquadre)

### Pista
- 2019

Campionati del mondo, Inseguimento a squadre Junior (con Tobias Buck-Gramcko, Pierre-Pascal Keup, Nicolas Heinrich e Moritz Kretschy)

## Piazzamenti

### Classiche monumento
- Liegi-Bastogne-Liegi

2025: 103º
- Giro di Lombardia

2023: 120°
2024: 91°

### Competizioni mondiali
- Campionati del mondo su strada

Yorkshire 2019 - In linea Junior: 29º
Wollongong 2022 - Cronometro Under-23: 20º
Wollongong 2022 - In linea Under-23: 31º
- Campionati del mondo su pista

Aigle 2018 - Inseguimento a squadre Junior: 10º
Francoforte s. O. 2019 - Inseg. a sq. Junior: vincitore
Francoforte sull'Oder 2019 - Corsa a punti Junior: 9º
Francoforte sull'Oder 2019 - Americana Junior: 2º

### Competizioni europee
- Campionati europei su strada

Plouay 2020 - In linea Under-23: 60º
- Campionati europei su pista

Gand 2019 - Inseguimento a squadre Junior: 3º
Gand 2019 - Corsa a punti Junior: 3º